# 엔도고네목
엔도고네과(Endogonaceae)는 털곰팡이아문에 속하는 접합균류 균류과의 하나이다. 엔도고네목(Endogonales)의 유일한 과이다. 4속 27종을 포함하고 있다. 다른 균류처럼 종속영양생물이고, 일부 학자는 부생식물로 기술하기도 한다.

## 하위 속
- 엔도고네속 (Endogone)
- Peridiospora
- Sclerogone
- Youngiomyces